# Густав Бух
Густав Бух (нім. Gustav Buch; 16 листопада 1887, Лайзельгайм — 21 травня 1917, Атлантичний океан) — німецький офіцер-підводник, капітан-лейтенант кайзерліхмаріне.

## Біографія
3 квітня 1907 року вступив на флот. Учасник Першої світової війни. З 19 червня по 11 вересня 1916 року — командир підводного човна SM UB-10, з 115 вересня по 20 жовтня 1916 року — SM UC-4, з 3 листопада 1916 року — SM UC-36. 21 травня 1917 року човен був протаранений французьким пароплавом «Мольєр» північніше Уессана. Всі 27 членів екіпажу загинули.
Всього за час бойових дій потопив 25 корнаблів загальною водотоннажністю 38 377 тонн.
| Дата            | Назва корабля  | Тип               | Тоннаж | Вантаж                   | Загиблі | Країна              |
| --------------- | -------------- | ----------------- | ------ | ------------------------ | ------- | ------------------- |
| 13 серпня 1916  | HMS Lassoo     | Есмінець          | 1,010  |                          | 6       | Британська імперія  |
| 12 лютого 1917  | West           | Моторний човен    | 378    | Вугілля                  | 0       | Норвегія            |
| 17 березня 1917 | Russia         | Пароплав          | 1,617  | Вугілля                  | 4       | Данія               |
| 19 березня 1917 | Kong Inge      | Пароплав          | 867    | Генеральні вантажі       | 0       | Норвегія            |
| 19 березня 1917 | Brode          | Пароплав          | 2,363  | Вугілля                  | 1       | Норвегія            |
| 22 березня 1917 | Hugin          | Пароплав          | 1,395  | Вугілля                  | 0       | Норвегія            |
| 24 березня 1917 | L’amerique     | Траулер ВМС       | 489    |                          | 26      | Франція             |
| 25 березня 1917 | Baynaen        | Пароплав          | 3,227  | Цукор                    | 5       | Британська імперія  |
| 25 березня 1917 | Etoile Polaire | Рибальський човен | 33     |                          |         | Франція             |
| 25 березня 1917 | Leontine       | Вітрильник        | 201    |                          | 6       | Франція             |
| 23 квітня 1917  | Savio          | Пароплав          | 1,922  | Вугілля                  | 0       | Франція             |
| 24 квітня 1917  | Kenilworth     | Пароплав          | 2,735  | Патентне паливо і бензол | 0       | Британська імперія  |
| 24 квітня 1917  | La Providence  | Вітрильник        | 272    | Вугілля                  |         | Франція             |
| 25 квітня 1917  | Hirondelle     | Пароплав          | 1,648  | Генеральні вантажі       | 0       | Британська імперія  |
| 27 квітня 1917  | Verjø          | Пароплав          | 1,002  | Переробний чавун         | 10      | Норвегія            |
| 28 квітня 1917  | Condor         | Пароплав          | 3,565  | Вугілля і боєприпаси     |         | Російська імперія   |
| 18 травня 1917  | Camberwell     | Пароплав          | 4,078  | Генеральні вантажі       | 7       | Британська імперія  |
| 18 травня 1917  | Elford         | Пароплав          | 1,739  | Урядові товари           | 0       | Британська імперія  |
| 18 травня 1917  | Lucknow        | Траулер ВМС       | 171    |                          | 9       | Британська імперія  |
| 20 травня 1917  | Dana           | Вітрильник        | 182    |                          | 0       | Британська імперія  |
| 20 травня 1917  | Mientje        | Вітрильник        | 120    | Баласт                   | 0       | Британська імперія  |
| 20 травня 1917  | Tijuca         | Пароплав          | 2,304  |                          | 0       | Бразилія            |
| 21 травня 1917  | Ferdinand A.   | Пароплав          | 2,062  |                          | 0       | Франція             |
| 30 травня 1917  | Corbet Woodall | Пароплав          | 917    | Вугілля                  | 0       | Британська імперія  |
| 14 червня 1917  | Nirefs         | Пароплав          | 4,080  |                          |         | Грецьке королівство |

## Звання
- Морський кадет (3 квітня 1907)
- Фенріх-цур-зее (21 квітня 1908)
- Лейтенант-цур-зее (28 вересня 1910)
- Оберлейтенант-цур-зее (27 вересня 1913)
- Капітан-лейтенант (26 квітня 1917)

## Нагороди
- Князівський орден дому Гогенцоллернів, почесний хрест 3-го класу (22 квітня 1912)